# 降矢芳郎
降矢 芳郎（ふるや よしろう、明治3年4月2日（1870年5月2日） - 昭和12年（1937年）10月11日）は、日本の電気工学者。工学博士（1907年）。旧姓は増田。

## 人物
信濃国小県郡泉田村（現長野県上田市）生まれ。明治27年（1894年）旧制第一高等中学校卒業、東京帝国大学電気工学科に進学し、明治31年（1898年）卒業。明治36年（1903年）から3年間文部省留学生として欧米に派遣され、スイスのチューリッヒ大学のウェーバー教授主宰の電気研究所で約1年間蓄電池に関する研究を行った。
明治39年（1906年）帰国し京都帝国大学理工科の臨時講師を務め、明治40年（1907年）新設の仙台高等工業学校教授となり、電気工学科長として創立事務を兼務する。明治44年（1911年）新設の九州帝国大学教授に転じ、電気工学主任として創立事務を兼務。一方、大正12年（1923年）同志と共に福岡市に九州電気工学校の設立を計画し、理事長兼代表者として創立の任に当たったが、大正14年（1925年）九州帝大工学部長に就任のため辞任した。また大正8年（1919年）官命により電気工業視察のため北米・中米を巡遊し、大正12年（1923年）には南満州・華北の電気事業を視察した。